# Сирени (телесеріал, 1993)
Сирени (англ. Sirens) — канадсько-американський поліційний драматичний телесеріал, який транслювався на телеканалах ABC у 1993 році, а потім у синдикації з 1994 по 1995 рік. Проєкт було знято в Монреалі (Канада), хоча події серіалу відбуваються у Піттсбурзі (штат Пенсільванія).

## Синопсис
Серіал розповідає про роботу та життя трьох жінок-новачків уполіції Піттсбурга . Офіцер Сара Беркезчук (Джейн Брук) має справу зі своїм невдалим шлюбом, офіцер Лінн Стентон (Едрієнн-Джой Джонсон) є самотньою матір'ю, а поліцейська у другому поколінні Моллі Вілан (Ліза Снайдер) має погане ставлення, яке починає заважати її роботі. Кожен офіцер-новачок працював під керівництвом ветерана поліцейського. У декількох епізодах Моллі Вілан бере під опіку детектив лейтенант Лайл Спрінгер (Дж. Г. Вайман), і вона повільно вивчає детективну роботу та стає поліцейською.
Незважаючи на те, що серіал був номінований на премію «Еммі», телекомпанія ABC скасувала серіал після 13 епізодів, але наступного року його взяли в синдикацію, коли було створено та випущено 22 епізоди. У синдикованому серіалі «Сирени» був дещо інший акторський склад: Едрієнн-Джой Джонсон і Ліза Снайдер знову зіграли головні ролі, а Джейн Гайтмаєр замінила Джейн Брук, але дія все ще відбувалася в Піттсбурзі .

## Персонажі
- Офіцер Сара Беркезчук (Джейн Брук, 1 сезон)
- Офіцер Лінн Стентон (Едрієнн-Джой Джонсон)
- Офіцер Моллі Вілан (Ліза Снайдер)
- Гайді Шиллер (Дейрдра О'Коннелл, 1 сезон)
- Ден Келлі (Джон Терлескі, 1 сезон; Клод Женест, 2 сезон)
- Роберт (Ентоні Саладор, 1 сезон)
- Лейтенант Лайл Спрінгер (Роберт Ротман, сезон 1; Джоел Вінер, сезон 2)
- Джеймс «Бадді» Зандер (Тім Томерсон)
- Кері Беркезчук (Джон Спередакос, 1 сезон)
- Джессі Яворскі (Джейн Гайтмаєр; сезон 2)
- Емі Шапіро (Еллен Девід, 2 сезон)
- Річі Стайлз (Крістофер Джадж, 2 сезон)